# Aspidopterys floribunda
Aspidopterys floribunda är en tvåhjärtbladig växtart som beskrevs av Hutchinson. Aspidopterys floribunda ingår i släktet Aspidopterys och familjen Malpighiaceae. Inga underarter finns listade i Catalogue of Life.